# Камаевская волость
Камаевская волость (тат.  قاماي ۋولىٰسىٰ, Qamaj vulьsь, Камай вулысы), в 18??–1924 гг. Кураковская волость (тат.  كورەك ۋولىٰسىٰ, Күрәк вулысы) — административно-территориальная единица в составе Вятской, Казанской губерний и Татарской АССР. Ныне территория Менделеевского района Республики Татарстан Российской Федерации. По состоянию на 1913 год волостное правление находилось в селении Кураково.

## География
На 1910-е годы граничила с Трёхсвятской, Граховской, Ново-Горской, Алнашской, Варзи-Ятчинской волостями Елабужского уезда, Кузкеевской и Макарьевской волостями Мензелинского уезда Уфимской губернии.

## История
Волость существовала уже в 1802 году в составе Елабужского уезда Вятской губернии. В 1825 году упразднена, войдя в состав Ильинской волости; в 1859 году воссоздана как Бондюжская волость из частей Асановской волости. Не позднее 1873 года переименована в Кураковскую волость. В 1919–1920 годах находилась в составе Казанской губернии, после чего возвращена в Вятскую губернию. В 1921 году была присоединена к Татарской АССР, где вошла в Елабужский кантон. В том же году селения Стальной Ятцаз, Ятцазшур, Елкибаево, Варали, Черемисское Гондырево, Байтуганово переданы Варзи-Ятчинской волости Можгинского уезда Вотской автономной области. В 1922 году селения Верхние Котельники, Нижние Котельники, Русский Ахтиал, Татарский Ахтиал, Ижевка и Ижевский минеральный источник также должны были быть переданы Вотской автономной области, однако фактически эта передача так  и не произошла.
В 19224 году при укрупнении волостей в Татарской АССР соседней Елабужской волости было передано селение Салтыковка, волостной центр перенесён в Камаево, а сама волость была переименована в Камаевскую. С 1928 года в составе Челнинского кантона.
В связи с введением районного деления на всей территории Татарской АССР упразднена в 1930 году, вся территория волости включена в состав Бондюжского района.

## Состав

### Сельсоветы
В начале 1930 года состояла из 21 сельсовета (Камаевский, Бондюжский, Бизякинский, Ашпайковский, Тураевский, Псеевский, Ижевский, Ильнетский, Кураковский, Монашевский, Тойминский, Сентякский, Старо-Юмьинский, Кокшанский, Старо-Гришкинский, Икско-Устьинский, Тихогорский, Русско-Сарсазский, Мунайский, Илькинский, Тойгузинский).